# Sân vận động GSP

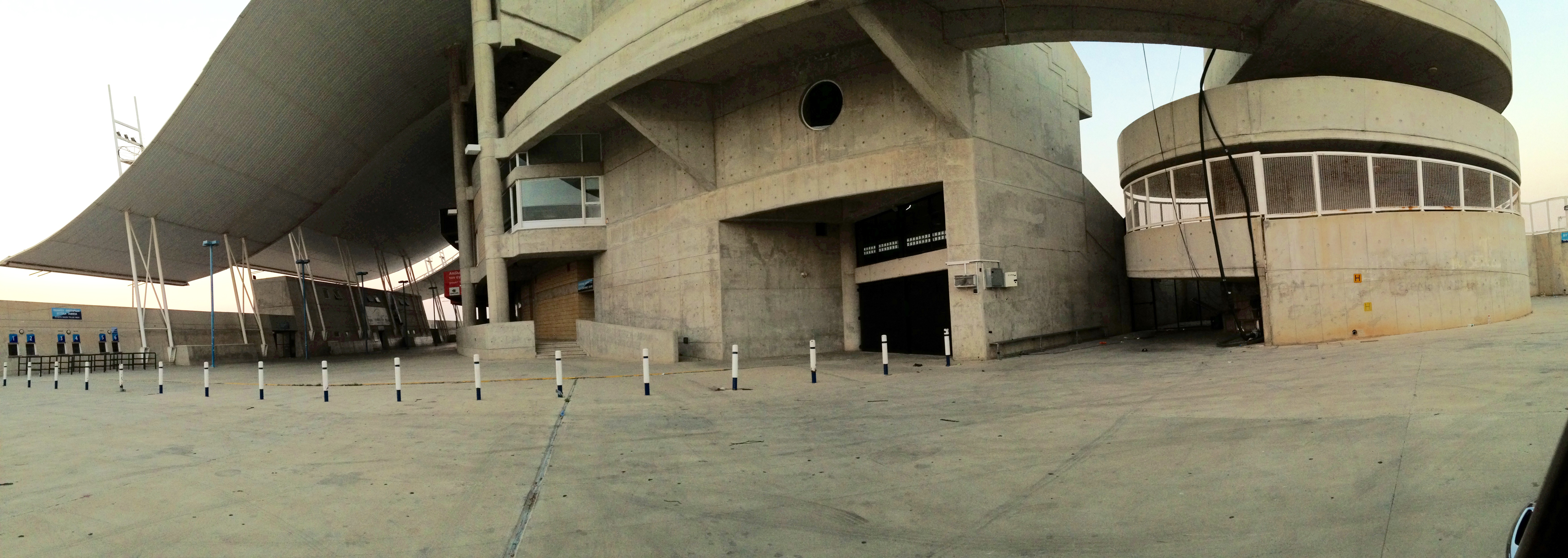
Thiết kế bên ngoài sân vận động GSP hiện đại

Sân vận động Câu lạc bộ thể dục "The Pancyprians" (Sân vận động GSP) (tiếng Hy Lạp: Στάδιο Γυμναστικός Σύλλογος "Τα Παγκύπρια") là một sân vận động bóng đá ở Strovolos, huyện Nicosia, Síp. Mặc dù nhỏ theo tiêu chuẩn quốc tế, đây là sân vận động lớn nhất ở Síp, với sức chứa 22.859 chỗ ngồi và được khánh thành vào năm 1999. Đây là sân vận động cho hai câu lạc bộ lớn nhất của Nicosia là APOEL và Omonia. Đây cũng là sân nhà của đội tuyển bóng đá quốc gia Síp. Một sân vận động cùng tên, Sân vận động GSP cũ, tồn tại từ năm 1902 đến 1999 tại trung tâm của Nicosia và có sức chứa 12.000 người.

## Lịch sử

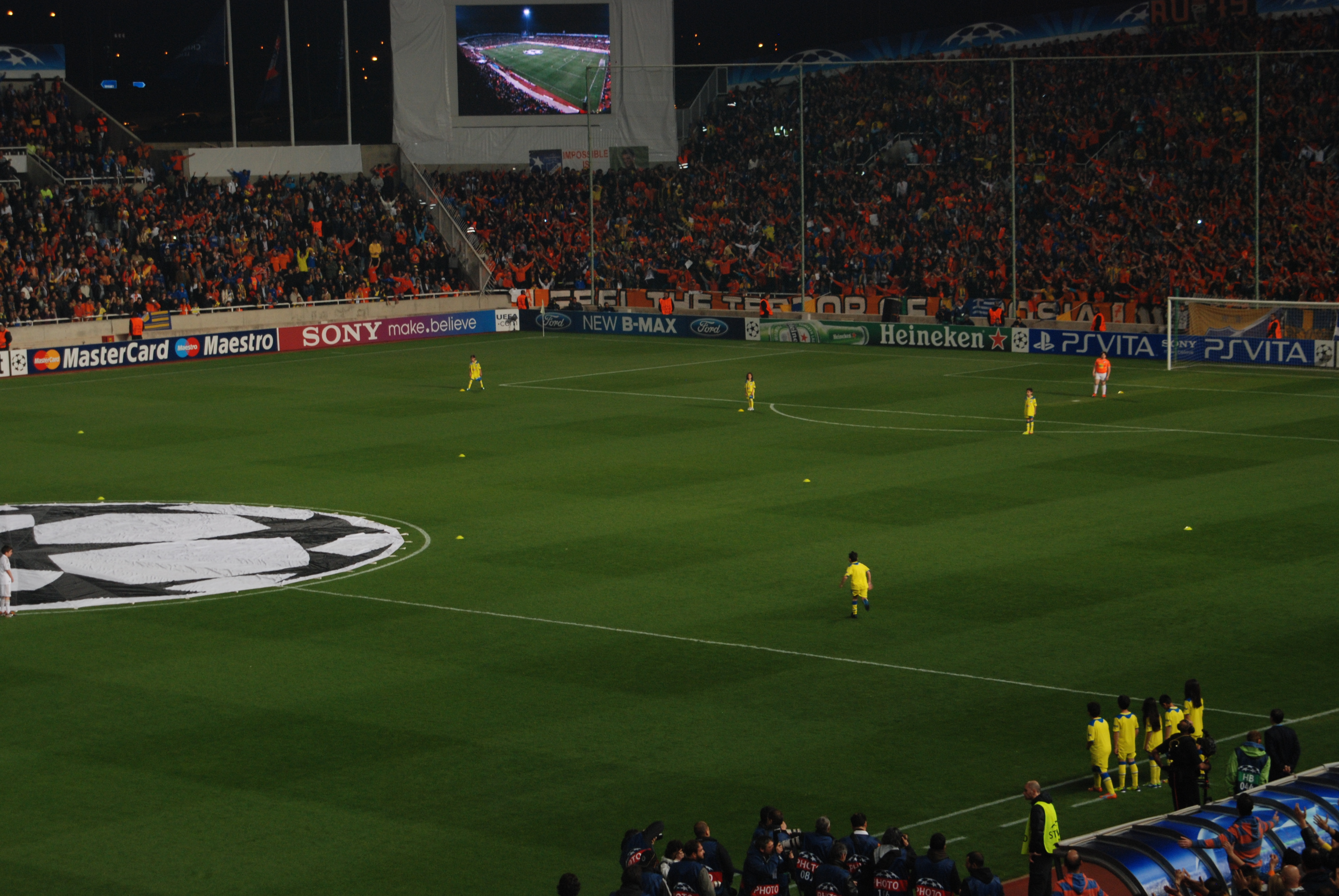
UEFA Champions League (APOEL vs Real Madrid) tại GSP

Được thiết kế bởi Theo. David Architects, Sân vận động GSP mới được đưa vào sử dụng vào ngày 6 tháng 10 năm 1999. Khu liên hợp có ba đấu trường: một sân vận động bóng đá, một sân vận động điền kinh và một sân bóng đá phụ dành cho đào tạo. Sân vận động thuộc sở hữu của Hiệp hội thể dục dụng cụ Pancyprian. Với sức chứa chính thức là 22.859 chỗ ngồi, GSP mới là địa điểm bóng đá lớn nhất ở Síp. Sân nằm ở lối vào Nicosia (khi tiếp cận từ đường cao tốc A1) và được khánh thành vào năm 1999 bởi Tổng thống lúc bấy giờ là Glafcos Clerides và Tổng giám mục Chrysostomos I. Trận đấu đầu tiên được tổ chức vào ngày 6 tháng 10 năm 1999 và có một trận giao hữu giữa APOEL và Omonia, trận đấu kết thúc với tỉ số 3–3.
Kể từ đó, sân vận động không chỉ là sân nhà của các đội Nicosia mà thường là của đội tuyển bóng đá quốc gia Síp. Trong suốt vòng loại World Cup 2006, sân được sử dụng làm sân nhà cho tất cả các trận đấu của Síp. Sân vận động là sân vận động duy nhất ở Síp đáp ứng các tiêu chí của UEFA. Vì lý do này kể từ năm 2004, sân được sử dụng làm sân nhà cho tất cả các đội của Síp tại các giải đấu châu Âu. Hàng năm, sân vận động tổ chức Siêu cúp Síp. Cũng cho đến năm 2005, sân đã tổ chức hàng năm trận chung kết Cúp Síp.
Năm 2002, sân vận động này là sân nhà của các câu lạc bộ Israel cho các trận đấu Cúp UEFA và UEFA Champions League. Sân đã tổ chức trận tứ kết Cúp UEFA (trên sân nhà của Hapoel Tel Aviv) giữa Hapoel Tel Aviv và A.C. Milan. Sân cũng được Maccabi Haifa sử dụng làm sân nhà cho các trận đấu vòng bảng UEFA Champions League 2002-03 và các trận đấu Cúp UEFA. Một số trận đấu hấp dẫn đối với người Síp như trận Maccabi Haifa-Olympiacos CFP và Maccabi Haifa-Manchester United, vì hai đối thủ của Maccabi đều rất nổi tiếng ở Síp.
Đó là sân vận động duy nhất ở Síp được xây dựng chỉ dành cho các môn thi đấu điền kinh. Ngoài ra, khách sạn còn cung cấp giải pháp trung tâm đào tạo đầy đủ cho các vận động viên trên toàn thế giới. Trong Thế vận hội Olympic Athens 2004, nhiều vận động viên từ các quốc gia khác nhau đã sử dụng sân vận động để tập luyện. Năm 2001, Bruno Zauli đã diễn ra tại đây thành công rực rỡ.
Sân vận động GSP đã tổ chức tất cả các trận đấu trên sân nhà của chiến dịch vòng bảng UEFA Champions League 2008-09 của Anorthosis Famagusta và tất cả các trận đấu trên sân nhà ở vòng bảng UEFA Champions League 2009-10 của APOEL. Hai năm sau, sân tổ chức tất cả các trận đấu trên sân nhà của APOEL trong trận đấu đáng ngạc nhiên của câu lạc bộ khi vào tứ kết UEFA Champions League 2011-12. Ngoài ra, sân đã tổ chức một lần nữa tất cả các trận đấu trên sân nhà của APOEL trong lần tham dự thứ ba của họ ở vòng bảng UEFA Champions League 2014-15. Tất cả các trận đấu đã được bán hết bởi các cổ động viên của APOEL.
Sân vận động GSP cũng tổ chức các trận đấu vòng bảng UEFA Europa League 2011-12 của AEK Larnaca, các trận đấu vòng bảng UEFA Europa League 2012-13 của AEL Limassol, các trận đấu vòng bảng UEFA Europa League 2013-14 của APOEL và Apollon Limassol, vòng bảng UEFA Europa League 2014-15 của Apollon các trận đấu trên sân nhà và các trận đấu vòng bảng mùa giải 2015-16 của APOEL. Sân vận động GSP cũng tổ chức tất cả các trận đấu trên sân nhà của APOEL trong chuỗi trận ấn tượng của câu lạc bộ đến vòng 16 đội cuối cùng của UEFA Europa League 2016-17.
Do bạo loạn ở Kiev và sau quyết định của UEFA, Sân vận động GSP đã tổ chức trận đấu vòng 32 đội UEFA Europa League 2013-14 giữa Dynamo Kyiv và Valencia CF vào ngày 20 tháng 2 năm 2014, kết thúc với chiến thắng 0–2 cho Valencia.
Trong mùa giải quốc nội 2016–17, đội thuê APOEL thu hút lượng khán giả đến sân trung bình cao nhất (7.126).

## Buổi hòa nhạc
| 22 tháng 6 năm 2021 | Céline Dion | Courage World Tour | — | — |

## Số lượng khán giả trung bình
Kỷ lục khán giả tại sân vận động bóng đá mọi thời đại là 23.043 người trong trận đấu giữa APOEL và Omonia trong Giải bóng đá hạng nhất Síp 2002-03. Trận đấu được tổ chức vào ngày 7 tháng 12 năm 2002 và kết thúc với tỷ số hòa không bàn thắng.
Kỷ lục khán giả nhiều nhất cho một trận đấu tại đấu trường châu Âu là 22.701 người trong trận đấu giữa APOEL và Olympique Lyonnais tại vòng 16 đội UEFA Champions League 2011-12. Trận đấu được tổ chức vào ngày 7 tháng 3 năm 2012 và kết thúc với chiến thắng 1–0 cho APOEL sau hiệp phụ và thắng 4–3 trên chấm phạt đền.
| Mùa giải | APOEL | Olympiakos           | Omonia |
| -------- | ----- | -------------------- | ------ |
| 2015-16  | 7.362 | Sân vận động Makario | 6.002  |
| 2014-15  | 6.890 | Sân vận động Makario | 7.414  |
| 2013-14  | 7.108 | Sân vận động Makario | 6.332  |
| 2012-13  | 9.582 | 983                  | 7.807  |
| 2011-12  | 8.248 | 1.506                | 8.176  |
| 2010-11  | 9.418 | 1.587                | 7.799  |
| 2009-10  | 7.582 | 461 (Giải hạng nhì)  | 9.070  |
| 2008-09  | 7.670 | Sân vận động Makario | 9.295  |
| 2007-08  | 7.239 | 1.692                | 5.967  |
| 2006-07  | 8.932 | 1.563                | 6.678  |
| 2005-06  | 7.460 | 1.703                | 8.557  |
| 2004-05  | 7.714 | 1.981                | 6.535  |
| 2003-04  | 8.387 | 1.911                | 11.003 |
| 2002-03  | 8.205 | 2.761                | 10.877 |
| 2001-02  | 7.604 | 1.959                | 7.825  |
| 2000-01  | 3.893 | 2.201                | 8.620  |
| 1999-00  | 3.718 | 1.505                | 4.693  |

Nguồn: European Football Statistics

## Cơ sở vật chất
| Khán đài           | Sức chứa | Cổng vào |
| ------------------ | -------- | -------- |
| Khán đài phía Tây  | 7.818    | 6        |
| Khán đài phía Đông | 4.939    | 4        |
| Khán đài phía Bắc  | 4,749    | 4        |
| Khán đài phía Nam  | 4.953    | 4        |
| Hộp VIP            | 400      | 1        |
| Tổng cộng          | 22.859   | 19       |

### Trung tâm Thể thao GSP bao gồm
Sân vận động bóng đá GSP
- Phòng nâng tạ
- Tủ khóa (được trang bị đầy đủ)
- Phòng kiểm tra doping
- Tủ khóa trọng tài
- Phòng đại biểu
- Khu vực khởi động trong nhà
- Phòng hội nghị
- Cơ sở thư ký
- Nhà hàng
- Quán cà phê
- Phòng lưu trữ
- Phòng báo chí
- Phòng sơ cứu (đầy đủ tiện nghi) – Trung tâm y tế
- Phòng vật lý trị liệu
- Phòng báo chí
- Hộp VIP
- Ghế đặc biệt cho người tàn tật
- Điều hòa nhiệt độ
- Hệ thống sưởi trung tâm
- Chuông báo cháy
- Dịch vụ viễn thông
- Dịch vụ Internet - Truy cập Internet Wi-Fi

- Camera quan sát
- Màn hình ma trận
- Kích thước sân = 105 x 68 m
- Ánh sáng = 1400 lux
- Hộp riêng VIP = 31
- Ghế báo chí = 200 ghế
- Chỗ đậu xe = 2000 ô tô
- Sự kiện hàng năm = 100–110 sự kiện

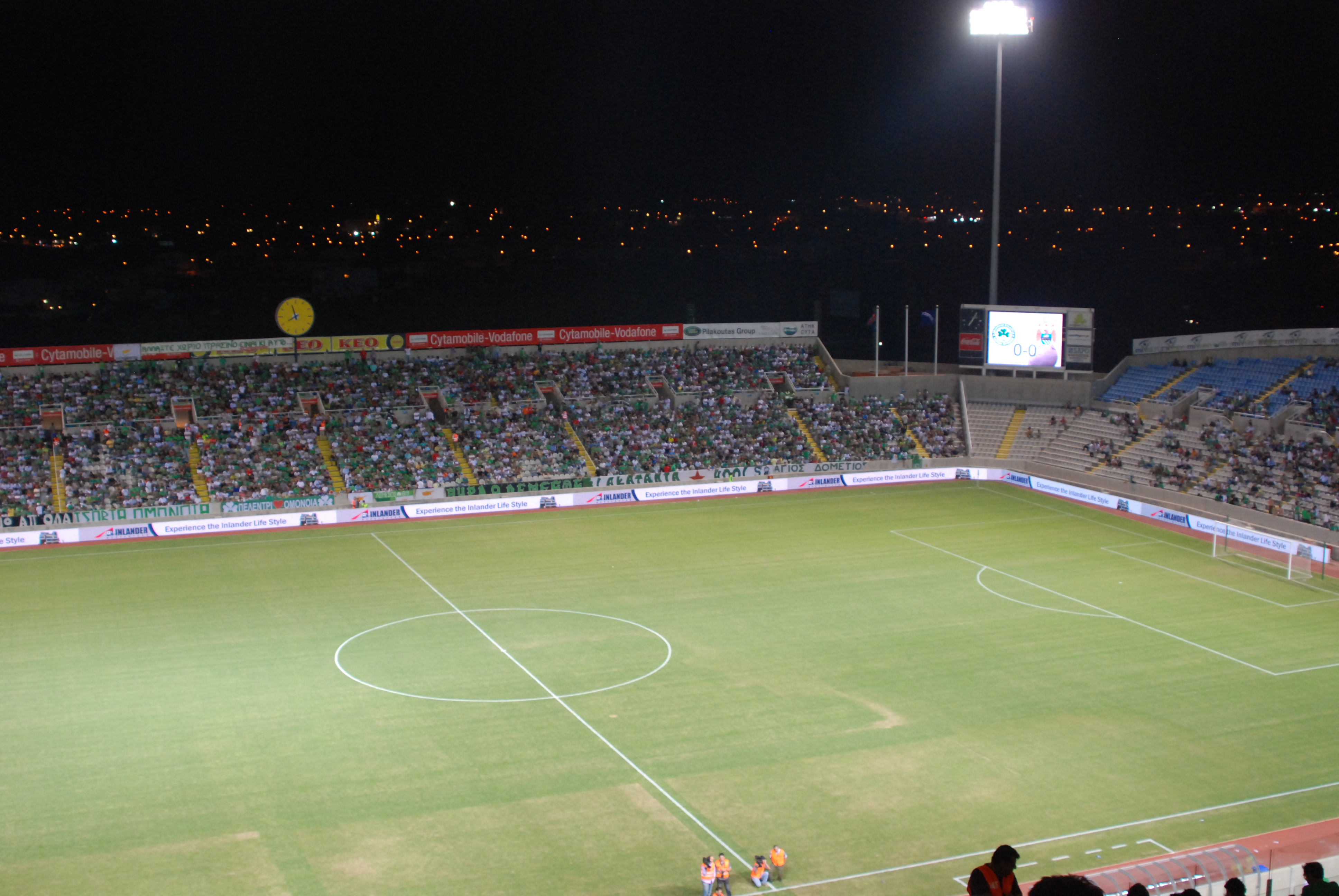
Trận đấu giữa Omonia FC và Manchester City

Ngoài trời và chưa có mái che, Quảng trường Sân vận động cung cấp những gì tốt nhất của cả hai sân vận động, cho các hoạt động quy mô lớn dưới bất kỳ hình thức nào. Nằm giữa sân vận động bóng đá và sân vận động điền kinh, không gian rộng lớn này mang đến sự linh hoạt tối đa, vì nó có thể được trang bị, trang trí hoặc phân chia theo yêu cầu cho từng sự kiện. Cung cấp không gian rộng rãi cho các hoạt động, dịch vụ ăn uống và các sự kiện DJ trực tiếp - có hoặc không có các tiện nghi vào cửa trả phí - quảng trường Sân vận động phục vụ cho:
- Tiệc quy mô đầy đủ, lễ rửa tội hoặc đám cưới

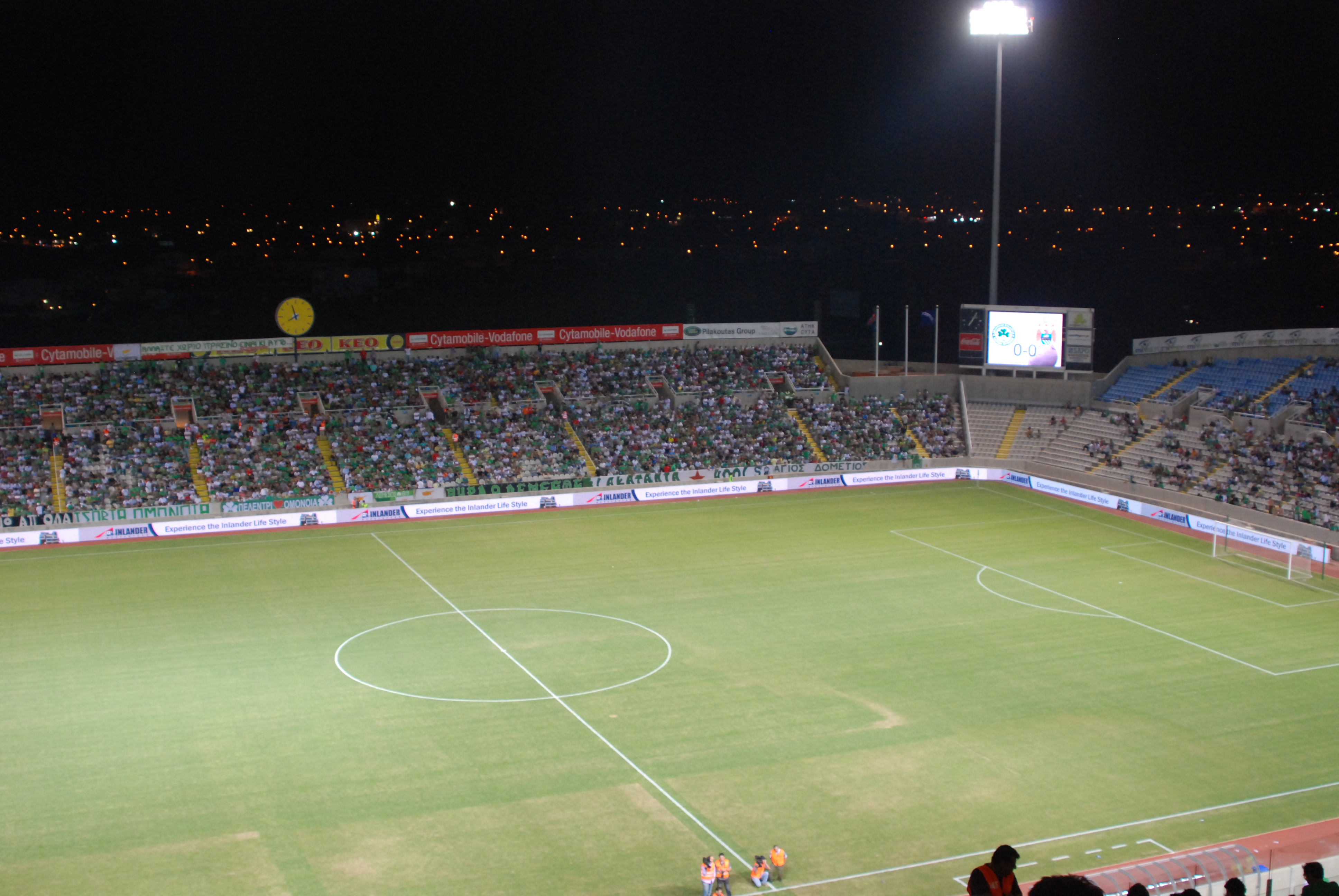
Khán đài phía đông của sân vận động vào năm 2008

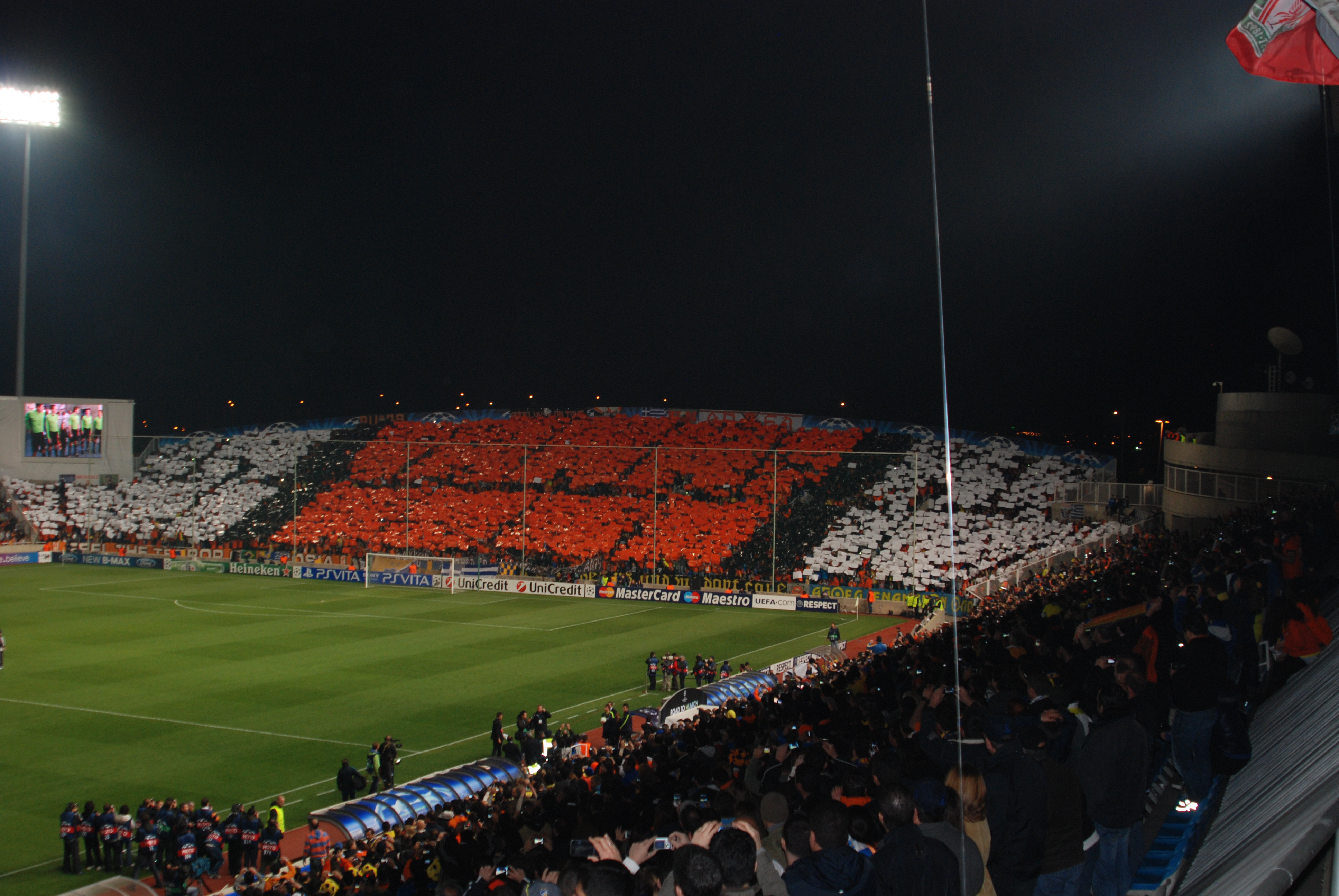
Màn tifo của người hâm mộ APOEL FC trong trận đấu UEFA Champions League với Real Madrid

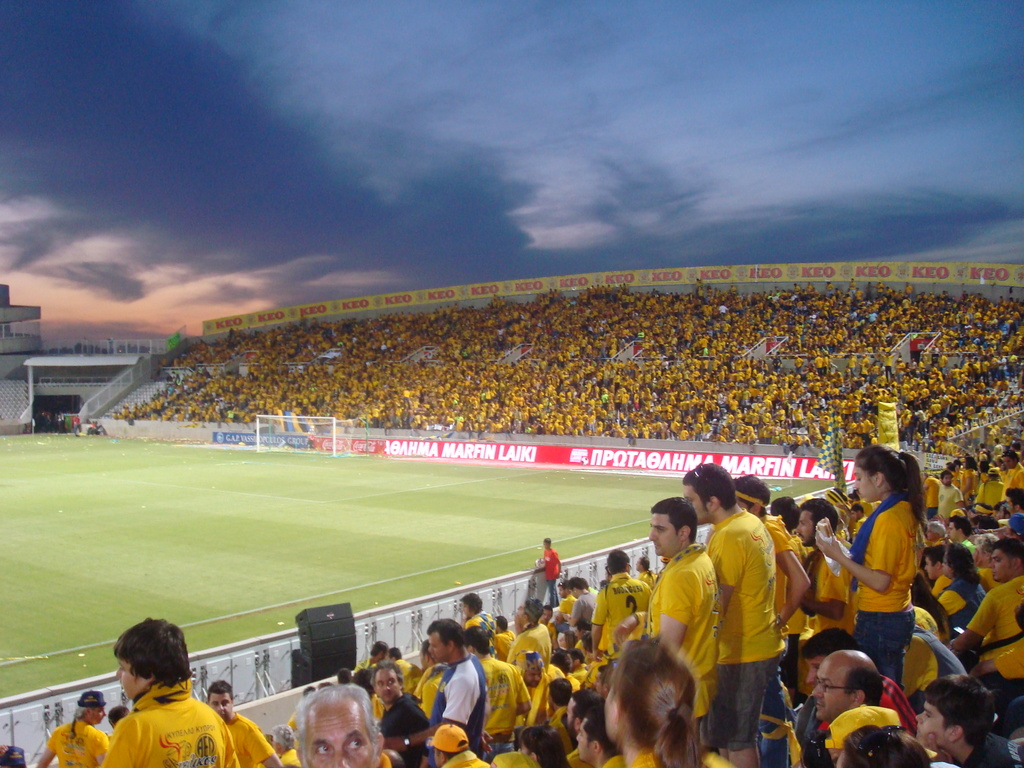
Khán đài phía bắc của sân vận động tại Cúp bóng đá Síp 2009

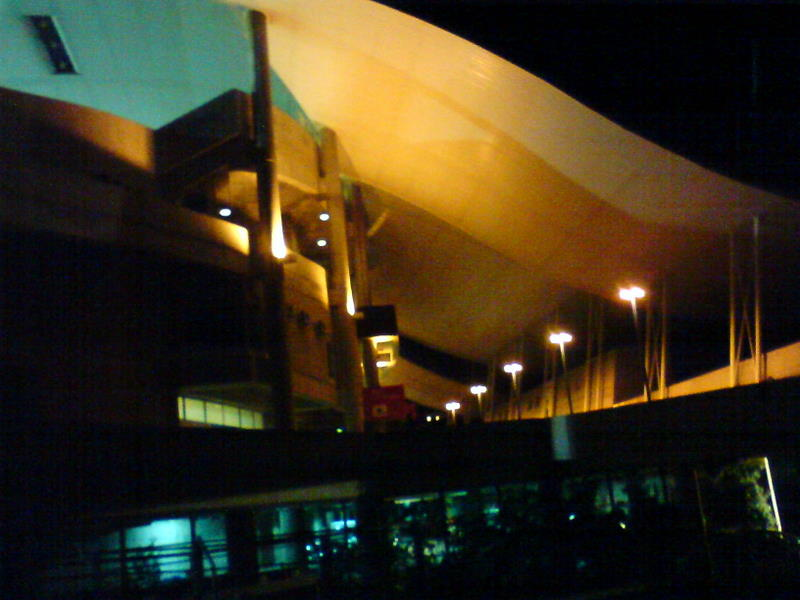
Bên ngoài Sân vận động GSP

- Buổi hòa nhạc
- Triển lãm
- Hội chợ và chợ vui nhộn

Sân vận động điền kinh GSP
- Sức chứa = 5.200 chỗ ngồi
- Chứng chỉ IAAF = Hạng A
- Ánh sáng = 800 lux

Bao gồm:
- Phòng tập tạ – gym
- Khu vực khởi động trong nhà
- Cài đặt Photofinish
- Tủ khóa (trang bị đầy đủ)
- Phòng kiểm tra doping
- Phòng vật lý trị liệu
- Quán ăn nhẹ/căng tin/nhà hàng
- Phòng lưu trữ
- Phòng sơ cứu (đầy đủ tiện nghi)

- Phòng báo chí
- Dịch vụ viễn thông
- Ghế đặc biệt cho người tàn tật
- Điều hòa nhiệt độ
- Hệ thống sưởi trung tâm
- Camera quan sát

Trung tâm Thể thao Allegra GSP
Khách sạn bao gồm:
- 34 phòng đôi (vận động viên)
- 4 phòng đôi (huấn luyện viên)
- 2 phòng đơn (người tàn tật)
- 2 phòng đôi (người tàn tật)
- Tiếp nhận
- Phòng hội nghị
- Phòng họp
- Phòng chơi
- Phòng xem TV
- Nhà hàng
- Quán cà phê
- Sân tập
- Phòng thể dục
- Tủ đựng đồ
- Những phòng massage
- Hồ bơi trị liệu
- Phòng kiểm tra doping
- Trung tâm y tế
- Điều hòa nhiệt độ
- Hệ thống sưởi trung tâm
- Truy cập Internet Wi-Fi

- Điện thoại - Trong mọi phòng
- TV - Trong mỗi phòng
- Bãi đậu xe

## Câu lạc bộ
Hiệp hội thể dục dụng cụ Pancypria được thành lập năm 1894 với sáng kiến của luật sư Theofanis Theodotou và các bác sĩ Antonios Theodotou và Aristofanis Fenievs. Các vận động viên xuất sắc của GSP đã giành được những chiến thắng quan trọng không chỉ ở Síp mà còn ở nước ngoài, làm bừng sáng sân vận động này với sự hiện diện của họ. GSP được liên kết với các vận động viên kinh điển của thủ đô và trở thành sân thể hiện (tinh thần) của điền kinh.
Năm 1896, G.S. Pancypria tham gia Đại hội Thể thao A' Pancyprian diễn ra tại Sân vận động G.S. Olympia ở Limassol. Kể từ đó, hiệp hội đã tham gia vào tất cả các môn thi đấu pancyprian bởi vì Đại hội Thể thao Pancyprian đã trở thành một ngày lễ quốc gia quan trọng đối với Síp, trong đó sân vận động, nơi các trận đấu diễn ra, được trang trí bằng cờ Hy Lạp và các quốc gia tham dự.
Các vận động viên của GSP đã được tuyên bố là người chiến thắng trong Đại hội Thể thao Pancyprian và các môn thi đấu khác diễn ra ở Síp nhiều lần. Nhiều người trong số họ đã đủ điều kiện định kỳ và được gửi ra nước ngoài để lập những chiến thắng lớn.